# Discographie d'Eminem
Cet article présente la discographie du rappeur américain Eminem. Elle est composée de douze albums studio, quatre compilations, six extended plays (deux en solo, un en tant que Bad Meets Evil et trois avec Soul Intent), cinquante-trois singles, cinq DVD et une bande originale. 
Eminem est l'artiste le plus rentable des années 2000 avec 227,5 millions de disques vendus aux États-Unis. Il est aussi l'artiste qui a reçu le plus de certifications par la RIAA depuis la création de la RIAA.

## Albums

### Albums studio
| Titre                                                                                           | Classements | Classements | Classements | Classements | Classements | Classements | Classements | Classements | Classements | Classements | Certifications Etats-Unis | Ventes mondiales |
| Titre                                                                                           | É-U         | R&B         | CAN         | AUS         | R-U         | R&B         | SUI         | N-Z         | IRL         | ECO         | Certifications Etats-Unis | Ventes mondiales |
| Infinite - Sortie : 12 novembre 1996 - Label : Web Entertainment                                | -           | -           | -           | -           | -           | -           | -           | -           | -           | -           |                           | 1000             |
| The Slim Shady LP - Sortie : 23 février 1999 - Labels : Aftermath, Interscope, Web              | 2           | 1           | 9           | 49          | 10          | 1           | 7           | 23          | 22          | 15          | 5 × Platine               | WW : 10 410 000  |
| The Marshall Mathers LP - Sortie : 23 mai 2000 - Labels : Shady, Aft., Int, Goliath             | 1           | 1           | 1           | 1           | 1           | 1           | 2           | 1           | 1           | 1           | 11 × Platine              | WW : 23 290 000  |
| The Eminem Show - Sortie : 26 mai 2002 - Labels : Shady, Aft., Int, Goliath                     | 1           | 1           | 1           | 1           | 1           | 1           | 1           | 1           | 1           | 1           | 12 × Platine              | WW : 22 950 000  |
| Encore - Sortie : 12 novembre 2004 - Labels : Shady, Aft., Int, Goliath                         | 1           | 1           | 1           | 1           | 1           | 1           | 1           | 1           | 1           | 1           | 5 × Platine               | WW : 11 100 000  |
| Relapse - Sortie : 15 mai 2009 - Labels : Shady, Aft., Int, Goliath                             | 1           | 1           | 1           | 1           | 1           | 1           | 1           | 1           | 1           | 1           | 3 × Platine               | WW : 4 480 000   |
| Recovery - Sortie : 18 juin 2010 - Labels : Shady, Aft., Int, Goliath                           | 1           | 1           | 1           | 1           | 1           | 1           | 1           | 1           | 1           | 1           | 8 × Platine               | WW : 8 330 000   |
| The Marshall Mathers LP 2 - Sortie : 5 novembre 2013 - Labels : Shady, Aft., Int., Goliath      | 1           | 1           | 1           | 1           | 1           | 1           | 1           | 1           | 1           | 1           | 4 × Platine               | WW : 4 770 000   |
| Revival - Sortie : 15 décembre 2017 - Labels : Shady, Aft., Int., Goliath                       | 1           | 1           | 1           | 1           | 1           | 1           | 1           | 3           | 3           | 2           | Platine                   | WW : 1 180 000   |
| Kamikaze - Sortie : 31 août 2018 - Labels : Shady, Aft., Int., Goliath                          | 1           | 1           | 1           | 1           | 1           | 1           | 1           | 1           | 1           | 1           | Platine                   | WW : 1 030 000   |
| Music to Be Murdered By - Sortie : 17 janvier 2020 - Labels : Shady, Aft., Int.                 | 1           | 1           | 1           | 1           | 1           | 1           | 1           | 1           | 1           | 2           | Platine                   | WW : 2 000 000   |
| The Death of Slim Shady (Coup de Grâce) - Sortie : 12 juillet 2024 - Labels : Shady, Aft., Int. |             |             |             |             |             |             |             |             |             |             |                           |                  |

#### Certifications
| Titre                     | Certification |
| ------------------------- | --- |
| The Slim Shady LP         | - ARIA : Platine - BPI : 3 × Platine - IFPI SUI : Or - MC : 2 × Platine - RMNZ : Platine |
| The Marshall Mathers LP   | - ARIA : 4 × Platine - BEA : 2 × Platine - BPI : 8 × Platine - BVMI : 2 × Platine - FIMI : Or - IFPI SUI : 4 × Platine - MC : 8 × Platine - RMNZ : 5 × Platine - SNEP : Or                          |
| The Eminem Show           | - ARIA : 9 × Platine - BEA : Platine - BPI : 5 × Platine - BVMI : 2 × Platine - FIMI : Or - IFPI DK : 6 × Platine - IFPI SUI : 3 × Platine - MC : Diamant - RMNZ : 9 × Platine - SNEP : 2 × Platine |
| Encore                    | - ARIA : 6 × Platine - BEA : Or - BPI : 4 × Platine - BVMI : Platine - IFPI SUI : Platine - RMNZ : 5 × Platine - SNEP : 2 × Or                                                                      |
| Relapse                   | - ARIA : Platine - BEA : Or - BPI : 2 × Platine - BVMI : Or - FIMI : Or - IFPI SUI : Platine - RMNZ : Platine - SNEP : Or                                                                           |
| Recovery                  | - ARIA : 4 × Platine - BEA : Or - BPI : 3 × Platine - BVMI : Platine - FIMI : Platine - IFPI DK : 2 × Platine - IFPI SUI : Platine - RMNZ : Platine - SNEP : Platine                                |
| The Marshall Mathers LP 2 | - ARIA : 2 × Platine - BEA : Or - BPI : 2 × Platine - BVMI : Platine - FIMI : Or - IFPI DK : Platine - IFPI SUI : Platine - MC : 4 × Platine - RMNZ : Platine - SNEP : Platine                      |
| Revival                   | - BPI : Platine - BVMI : Or - FIMI : Or - IFPI DK : Platine - MC : Platine - RMNZ : Or - SNEP : Platine                                                                                             |
| Kamikaze                  | - ARIA : Platine - BPI : Platine - FIMI : Or - IFPI DK : Platine - RMNZ : Platine - SNEP : Platine                                                                                                  |
| Music to Be Murdered By   | - ARIA : Or - BPI : Or - IFPI DK : Platine - MC : Platine - RMNZ : Platine - SNEP : Or |

### Compilations
| Titre                                                                        | Détails de l'album                                                                             | Meilleure position | Meilleure position | Meilleure position | Meilleure position | Meilleure position | Meilleure position | Meilleure position | Meilleure position | Certification |
| Titre                                                                        | Détails de l'album                                                                             | É-U                | R-U                | ALL                | FRA                | AUS                | CAN                | IRL                | SUI                | Certification |
| ---------------------------------------------------------------------------- | ---------------------------------------------------------------------------------------------- | ------------------ | ------------------ | ------------------ | ------------------ | ------------------ | ------------------ | ------------------ | ------------------ | --- |
| Curtain Call: The Hits                                                       | - Sortie : 6 décembre 2005 - Labels : Shady Records Aftermath Entertainment Interscope Records | 1                  | 1                  | 7                  | 141                | 1                  | 1                  | 1                  | 5                  | - ARIA : 6 × Platine - BPI : 7 × Platine - FIMI : Platine - IFPI DK : 6 × Platine - IFPI SUI : Or - RIAA : Diamant - RMNZ : 5 × Platine - SNEP : Or |
| Eminem Presents: The Re-Up                                                   | - Sortie : 4 décembre 2006 - Labels : Shady Records Aftermath Entertainment Interscope Records | 2                  | 3                  | 15                 | 41                 | 17                 | 2                  | 15                 | 9                  | |
| Curtain Call 2                                                               | - Sortie : 5 août 2022 - Labels : Shady Records Aftermath Entertainment Interscope Records     | -                  | -                  | -                  | -                  | -                  | -                  | -                  | -                  | - SNEP : Or |
| « — » indique que l'album ne s'est pas classée dans le hit-parade de ce pays |                                                                                                |                    |                    |                    |                    |                    |                    |                    |                    | |

### Musiques de film
| Music from and Inspired by the Motion Picture 8 Mile                         | - Sortie : 29 octobre 2002 - Label : Shady Records Interscope Records Universal Music | 1 | 1 | 1  | 6   | 1  | 1 | 1 | 3  | - RIAA : 6 × Platine - SNEP : Or |
| Music from and Inspired by the Motion Picture Southpaw                       | - Sortie : 24 juillet 2015 - Label : Shady Records Interscope Records                 | 5 | — | 61 | 108 | 13 | 2 | — | 43 |                                  |
| « — » indique que l'album ne s'est pas classée dans le hit-parade de ce pays |                                                                                       |   |   |    |     |    |   |   |    |                                  |

### EP
| Titre                 | Détails de l'album                                                                                           |
| --------------------- | --- |
| The Slim Shady EP     | - Sortie : 6 décembre 1997 - Label : Web Entertainment - Format : CD, CS                                     |
| Straight from the Lab | - Sortie : 7 novembre 2003 - Label : Universal Music - Format : CD, CS                                       |
| International Singles | - Sortie : 23 décembre 2003 - Label : Shady Records Aftermath Entertainment - Format : CD                    |
| Relapse: Refill       | - Sortie : 21 décembre 2009 - Label : Shady Records Aftermath Entertainment Interscope Records - Format : CD |

### Albums en collaboration
| Steppin' onto the Scene (avec Bassmint Productions)                          | - Sortie : 3 mars 1990 - Label : Bassmint Productions                  | — | — | —  | —  | — | — | —  | — |             |
| Still in the Bassmint (avec Soul Intent)                                     | - Sortie : 14 octobre 1992 - Label : Bassmint Productions              | — | — | —  | —  | — | — | —  | — |             |
| Soul Intent (avec Soul Intent)                                               | - Sortie : 25 février 1995 - Label : Bassmint Productions              | — | — | —  | —  | — | — | —  | — |             |
| Devil's Night (avec D12)                                                     | - Sortie : 19 juin 2001 - Label : Shady Records Interscope Records     | 1 | 2 | 5  | —  | 4 | 1 | 5  | 7 |             |
| D12 World (avec D12)                                                         | - Sortie : 27 avril 2004 - Label : Shady Records Interscope Records    | 1 | 1 | 2  | 9  | 2 | 1 | 9  | 3 |             |
| Hell: The Sequel (avec Bad Meets Evil)                                       | - Sortie : 14 juin 2011 - Label : Shady Records Interscope Records     | 1 | 7 | 20 | —  | 3 | 1 | —  | 5 |             |
| Shady XV (avec Shady Records)                                                | - Sortie : 24 novembre 2014 - Label : Shady Records Interscope Records | 3 | 5 | 8  | 32 | 1 | 1 | 26 | 7 | - RIAA : Or |
| « — » indique que l'album ne s'est pas classée dans le hit-parade de ce pays |                                                                        |   |   |    |    |   |   |    |   |             |

## Singles

### Singles en solo
| Titre                                                                                      | Année | Meilleure position | Meilleure position | Meilleure position | Meilleure position | Meilleure position | Meilleure position | Meilleure position | Meilleure position | Certification | Album                                                  |
| Titre                                                                                      | Année | É-U                | R-U                | ALL                | FRA                | AUS                | CAN                | IRL                | SUI                | Certification | Album                                                  |
| ------------------------------------------------------------------------------------------ | ----- | ------------------ | ------------------ | ------------------ | ------------------ | ------------------ | ------------------ | ------------------ | ------------------ | --- | ------------------------------------------------------ |
| Just Don't Give a Fuck                                                                     | 1998  | 114                | —                  | —                  | —                  | —                  | —                  | —                  | —                  | | The Slim Shady EP                                      |
| My Name Is                                                                                 | 1999  | 36                 | 2                  | 37                 | 68                 | 13                 | 38                 | 4                  | 29                 | - BPI : Platine - RIAA : 2 × Platine | The Slim Shady LP                                      |
| Role Model                                                                                 | 1999  | —                  | —                  | —                  | —                  | —                  | —                  | —                  | —                  | | The Slim Shady LP                                      |
| Guilty Conscience (avec Dr. Dre)                                                           | 1999  | —                  | 5                  | 40                 | —                  | —                  | —                  | 12                 | —                  | - BPI : Argent - RIAA : Or | The Slim Shady LP                                      |
| The Real Slim Shady                                                                        | 2000  | 4                  | 1                  | 7                  | 6                  | 1                  | 1                  | 1                  | 2                  | - BEA : Platine - BPI : Platine - BVMI : Or - FIMI : Or - IFPI DK : Or - IFPI SUI : Or - RIAA : 4 × Platine - SNEP : Or                             | The Marshall Mathers LP                                |
| The Way I Am                                                                               | 2000  | 58                 | 8                  | 19                 | —                  | 34                 | —                  | 4                  | 19                 | - BPI : Or - RIAA : Platine | The Marshall Mathers LP                                |
| Stan (avec Dido)                                                                           | 2000  | 51                 | 1                  | 1                  | 4                  | 1                  | —                  | 1                  | 1                  | - BEA : Platine - BPI : 2 × Platine - BVMI : Platine - IFPI DK : Or - IFPI SUI : Or - RIAA : 2 × Platine - SNEP : Platine                           | The Marshall Mathers LP                                |
| I'm Back                                                                                   | 2001  | —                  | —                  | —                  | —                  | —                  | —                  | —                  | —                  | | The Marshall Mathers LP                                |
| Hellbound (avec J-Black et Masta Ace)                                                      | 2002  | —                  | 183                | —                  | —                  | —                  | —                  | —                  | 85                 | | Game Over                                              |
| Without Me                                                                                 | 2002  | 2                  | 1                  | 1                  | 3                  | 1                  | 4                  | 1                  | 1                  | - BEA : Platine - BPI : 2 × Platine - BVMI : Platine - FIMI : Platine - IFPI DK : Or - IFPI SUI : Platine - RIAA : 4 × Platine - SNEP : Or          | The Eminem Show                                        |
| Cleanin' Out My Closet                                                                     | 2002  | 4                  | 4                  | 4                  | 20                 | 3                  | —                  | 3                  | 5                  | - BEA : Or - BPI : Argent - RIAA : 2 × Platine | The Eminem Show                                        |
| Lose Yourself                                                                              | 2002  | 1                  | 1                  | 2                  | 3                  | 1                  | 9                  | 1                  | 1                  | - BEA : Platine - BPI : 3 × Platine - BVMI : 3 × Or - FIMI : 2 × Platine - IFPI DK : Platine - IFPI SUI : Platine - RIAA : 10 × Platine - SNEP : Or | 8 Mile Soundtrack                                      |
| Superman (avec Dina Rae)                                                                   | 2003  | 15                 | —                  | —                  | —                  | —                  | —                  | —                  | —                  | - BPI : Argent - RIAA : Platine | The Eminem Show                                        |
| Sing for the Moment                                                                        | 2003  | 14                 | 6                  | 5                  | 28                 | 5                  | 2                  | 3                  | 8                  | - BPI : Or - RIAA : Platine | The Eminem Show                                        |
| Business                                                                                   | 2003  | —                  | 6                  | 15                 | —                  | 4                  | —                  | 7                  | —                  | | The Eminem Show                                        |
| One Day at a Time (Em's Version) (avec 2Pac et Outlawz)                                    | 2004  | 80                 | —                  | —                  | —                  | —                  | —                  | —                  | —                  | | Resurrection                                           |
| Just Lose It                                                                               | 2004  | 6                  | 1                  | 2                  | 7                  | 1                  | —                  | 2                  | 1                  | - BPI : Or - RIAA : 2 × Platine | Encore                                                 |
| Encore (avec Dr. Dre et 50 Cent)                                                           | 2004  | 25                 | 116                | —                  | —                  | —                  | —                  | —                  | —                  | | Encore                                                 |
| Like Toy Soldiers                                                                          | 2005  | 34                 | 1                  | 8                  | 34                 | 4                  | —                  | 3                  | 3                  | - BPI : Or - RIAA : 3 × Platine | Encore                                                 |
| Mockingbird                                                                                | 2005  | 11                 | 4                  | 15                 | —                  | 9                  | —                  | 7                  | 14                 | - BPI : Platine - BVMI : Or - FIMI : Platine - IFPI DK : Or - RIAA : 4 × Platine                                                                    | Encore                                                 |
| Ass Like That                                                                              | 2005  | 60                 | 4                  | 31                 | —                  | 10                 | —                  | 4                  | 25                 | - BPI : Argent - RIAA : Platine | Encore                                                 |
| When I'm Gone                                                                              | 2005  | 8                  | 4                  | 6                  | —                  | 1                  | —                  | 5                  | 7                  | - BPI : Platine - BVMI : Or - FIMI : Or - IFPI DK : Or - RIAA : 4 × Platine                                                                         | Curtain Call: The Hits                                 |
| Shake That (avec Nate Dogg)                                                                | 2006  | 6                  | 90                 | —                  | —                  | —                  | —                  | 64                 | —                  | - BPI : Or - IFPI DK : Or - RIAA : 3 × Platine | Curtain Call: The Hits                                 |
| You Don't Know (avec 50 Cent, Lloyd Banks et Ca$his)                                       | 2006  | 12                 | 32                 | —                  | —                  | —                  | —                  | 5                  | —                  | - BPI : Argent - RIAA : Platine | Eminem Presents: The Re-Up                             |
| Jimmy Crack Corn (avec 50 Cent)                                                            | 2006  | 101                | —                  | —                  | —                  | —                  | —                  | —                  | —                  | | Eminem Presents: The Re-Up                             |
| Crack a Bottle (avec Dr. Dre et 50 Cent)                                                   | 2009  | 1                  | 3                  | —                  | —                  | 18                 | 1                  | 6                  | 4                  | - BPI : Argent - RIAA : 2 × Platine | Relapse                                                |
| We Made You                                                                                | 2009  | 9                  | 4                  | 8                  | 11                 | 1                  | 6                  | 1                  | 4                  | - BPI : Or - RIAA : Platine | Relapse                                                |
| 3 a.m.                                                                                     | 2009  | 32                 | 56                 | —                  | —                  | 38                 | 24                 | —                  | —                  | - RIAA : Or | Relapse                                                |
| Old Time's Sake (avec Dr. Dre)                                                             | 2009  | 25                 | 61                 | —                  | —                  | 76                 | 14                 | 49                 | —                  | | Relapse                                                |
| Beautiful                                                                                  | 2009  | 17                 | 12                 | 39                 | —                  | 33                 | 8                  | 5                  | 8                  | - BPI : Argent - RIAA : 3 × Platine | Relapse                                                |
| Hell Breaks Loose (avec Dr. Dre)                                                           | 2009  | 29                 | —                  | —                  | —                  | —                  | 21                 | —                  | —                  | | Relapse: Refill                                        |
| Elevator                                                                                   | 2009  | 67                 | —                  | —                  | —                  | —                  | 59                 | —                  | —                  | | Relapse: Refill                                        |
| Not Afraid                                                                                 | 2010  | 1                  | 5                  | 9                  | 97                 | 4                  | 1                  | 3                  | 2                  | - BPI : Platine - BVMI : Platine - FIMI : Platine - IFPI DK : Or - IFPI SUI : Platine - RIAA : 10 × Platine                                         | Recovery                                               |
| Love the Way You Lie (avec Rihanna)                                                        | 2010  | 1                  | 2                  | 1                  | 3                  | 1                  | 1                  | 1                  | 1                  | - BEA : Or - BPI : 3 × Platine - BVMI : 2 × Platine - FIMI : Platine - IFPI SUI : 3 × Platine - RIAA : 12 × Platine                                 | Recovery                                               |
| No Love (avec Lil Wayne)                                                                   | 2010  | 23                 | 33                 | 17                 | —                  | 21                 | 24                 | 31                 | 39                 | - BPI : Argent - RIAA : 4 × Platine | Recovery                                               |
| Space Bound                                                                                | 2011  | 119                | 34                 | —                  | —                  | 51                 | —                  | 31                 | —                  | - BPI : Argent - RIAA : 2 × Platine | Recovery                                               |
| Berzerk                                                                                    | 2013  | 3                  | 2                  | 10                 | 10                 | 5                  | 2                  | 16                 | 9                  | - BPI : Or - BVMI : Or - IFPI DK : Or - RIAA : 3 × Platine                                                                                          | The Marshall Mathers LP 2                              |
| Survival                                                                                   | 2013  | 16                 | 22                 | 20                 | 19                 | 18                 | 6                  | 22                 | 13                 | - BPI : Argent - BVMI : Or - RIAA : Platine | The Marshall Mathers LP 2                              |
| Rap God                                                                                    | 2013  | 7                  | 5                  | 33                 | 23                 | 15                 | 5                  | 16                 | 31                 | - BPI : Platine - BVMI : Or - FIMI : Platine - IFPI DK : Or - RIAA : 4 × Platine                                                                    | The Marshall Mathers LP 2                              |
| The Monster (avec Rihanna)                                                                 | 2013  | 1                  | 1                  | 3                  | 1                  | 1                  | 1                  | 1                  | 1                  | - BEA : Or - BPI : 2 × Platine - BVMI : 2 × Or - FIMI : 2 × Platine - IFPI DK : 3 × Platine - IFPI SUI : Platine - RIAA : 6 × Platine               | The Marshall Mathers LP 2                              |
| Headlights (avec Nate Ruess)                                                               | 2014  | 45                 | 96                 | —                  | —                  | 21                 | 54                 | 60                 | —                  | - BPI : Argent - RIAA : Platine | The Marshall Mathers LP 2                              |
| Guts Over Fear (avec Sia Furler)                                                           | 2014  | 22                 | 10                 | 35                 | 10                 | 29                 | 9                  | —                  | 30                 | - RIAA : Or | Shady XV                                               |
| Detroit vs. Everybody (avec Royce da 5'9", Big Sean, Danny Brown, Dej Loaf et Trick-Trick) | 2014  | —                  | —                  | —                  | —                  | 86                 | 87                 | —                  | —                  | | Shady XV                                               |
| Phenomenal                                                                                 | 2015  | 47                 | 57                 | —                  | —                  | 81                 | 61                 | —                  | —                  | - RIAA : Or | Music from and Inspired by the Motion Picture Southpaw |
| Kings Never Die (avec Gwen Stefani)                                                        | 2015  | 80                 | 82                 | —                  | —                  | 62                 | 51                 | —                  | —                  | - RIAA : Or | Music from and Inspired by the Motion Picture Southpaw |
| Walk on Water (avec Beyoncé)                                                               | 2017  | 14                 | 7                  | 16                 | —                  | 10                 | 22                 | 8                  | 5                  | - BPI : Argent - FIMI : Or | Revival                                                |
| River (avec Ed Sheeran)                                                                    | 2017  | 11                 | 1                  | 2                  | —                  | 2                  | 3                  | 2                  | 2                  | - BEA : Platine - BPI : Platine - BVMI : Or - FIMI : Platine - IFPI DK : Platine - SNEP : Or                                                        | Revival                                                |
| Nowhere Fast (avec Kehlani)                                                                | 2018  | —                  | —                  | 98                 | —                  | 76                 | 81                 | 59                 | —                  | | Revival                                                |
| Remind Me                                                                                  | 2018  | —                  | —                  | 51                 | —                  | 83                 | 72                 | 40                 | 24                 | | Revival                                                |
| Fall                                                                                       | 2018  | 12                 | 8                  | 37                 | —                  | 22                 | 4                  | 15                 | 7                  | - BPI : Argent | Kamikaze                                               |
| Killshot                                                                                   | 2018  | 3                  | 13                 | 81                 | —                  | 11                 | 1                  | 17                 | 30                 | - BPI : Argent | —                                                      |
| Venom                                                                                      | 2018  | 43                 | 16                 | 77                 | —                  | 25                 | 15                 | 24                 | 47                 | - BPI : Argent | Kamikaze                                               |
| Lucky You (avec Joyner Lucas)                                                              | 2018  | 6                  | 6                  | 19                 | —                  | 4                  | 3                  | 7                  | 2                  | - BPI : Argent | Kamikaze                                               |
| Darkness                                                                                   | 2020  | —                  | —                  | —                  | —                  | —                  | —                  | —                  | —                  | | Music to Be Murdered By                                |
| Godzilla (avec Juice Wrld)                                                                 | 2020  | —                  | —                  | —                  | —                  | —                  | —                  | —                  | —                  | | Music to Be Murdered By                                |
| The Adventures of Moon Man & Slim Shady (avec Kid Cudi)                                    | 2020  | —                  | —                  | —                  | —                  | —                  | —                  | —                  | —                  | | —                                                      |
| The King and I (avec Cee Lo Green)                                                         | 2022  | —                  | —                  | —                  | —                  | —                  | —                  | —                  | —                  | | Bande originale du film Elvis                          |
| From the D 2 the LBC (avec Snoop Dogg)                                                     | 2022  | —                  | —                  | —                  | —                  | —                  | —                  | —                  | —                  | | Curtain Call 2                                         |
| Houdini                                                                                    | 2024  | —                  | —                  | —                  | —                  | —                  | —                  | —                  | —                  | | The Death of Slim Shady (Coup de Grâce)                |
| Tobey                                                                                      | 2024  | —                  | —                  | —                  | —                  | —                  | —                  | —                  | —                  | | The Death of Slim Shady (Coup de Grâce)                |
| Somebody Save Me                                                                           | 2024  | —                  | —                  | —                  | —                  | —                  | —                  | —                  | —                  | | The Death of Slim Shady (Coup de Grâce)                |

### Collaborations
| Titre                                                                           | Année | Meilleure position | Meilleure position | Meilleure position | Meilleure position | Meilleure position | Meilleure position | Meilleure position | Meilleure position | Certification                            | Album                                       |
| Titre                                                                           | Année | USA                | R-U                | ALL                | FRA                | AUS                | CAN                | IRL                | SUI                | Certification                            | Album                                       |
| ------------------------------------------------------------------------------- | ----- | ------------------ | ------------------ | ------------------ | ------------------ | ------------------ | ------------------ | ------------------ | ------------------ | ---------------------------------------- | ------------------------------------------- |
| Dead Wrong (The Notorious B.I.G. feat. Eminem)                                  | 1999  | 115                | —                  | —                  | —                  | —                  | —                  | —                  | —                  |                                          | Born Again                                  |
| Forgot About Dre (Dr. Dre feat. Eminem)                                         | 2000  | 25                 | 7                  | 41                 | —                  | —                  | —                  | 20                 | 37                 | - BPI : Platine                          | 2001                                        |
| Rock City (Royce da 5'9" feat. Eminem)                                          | 2002  | —                  | —                  | 30                 | —                  | —                  | —                  | —                  | 37                 |                                          | Rock City (Version 2.0)                     |
| Welcome 2 Detroit (Trick-Trick feat. Eminem)                                    | 2005  | 100                | —                  | 20                 | —                  | —                  | —                  | —                  | —                  |                                          | The People vs.                              |
| Smack That (Akon feat. Eminem)                                                  | 2006  | 2                  | 1                  | 5                  | 4                  | 2                  | —                  | 1                  | 3                  | - BPI : Platine - BVMI : Or              | Konvicted                                   |
| Forever (Drake feat. Kanye West, Lil Wayne & Eminem)                            | 2009  | 8                  | 42                 | —                  | —                  | 99                 | 26                 | 41                 | 68                 | - BPI : Or                               | More Than a Game Soundtrack Relapse: Refill |
| Drop the World (Lil Wayne feat. Eminem)                                         | 2009  | 18                 | 51                 | —                  | —                  | 56                 | 24                 | 43                 | —                  | - BPI : Argent                           | Rebirth                                     |
| Roman's Revenge (Nicki Minaj feat. Eminem)                                      | 2010  | —                  | —                  | —                  | —                  | —                  | —                  | —                  | —                  |                                          | Pink Friday                                 |
| That's All She Wrote (T.I. feat. Eminem)                                        | 2010  | 18                 | 158                | —                  | —                  | —                  | 46                 | —                  | —                  |                                          | No Mercy                                    |
| I Need a Doctor (Dr. Dre feat. Eminem & Skylar Grey)                            | 2011  | 4                  | 8                  | 25                 | 29                 | 12                 | 8                  | 11                 | 33                 | - BPI : Platine                          | Detox                                       |
| Writer's Block (Royce da 5'9" feat. Eminem)                                     | 2011  | —                  | 199                | —                  | —                  | —                  | —                  | —                  | —                  |                                          | Success Is Certain                          |
| Throw That (Slaughterhouse feat. Eminem)                                        | 2012  | 98                 | —                  | —                  | —                  | —                  | 69                 | —                  | —                  |                                          | Welcome to: Our House                       |
| Here Comes The Weekend (P!nk feat. Eminem)                                      | 2012  | —                  | —                  | —                  | —                  | —                  | —                  | —                  | —                  |                                          | The Truth About Love                        |
| Numb (Rihanna feat. Eminem)                                                     | 2012  | —                  | —                  | —                  | —                  | —                  | —                  | —                  | —                  |                                          | Unapologetic                                |
| My Life (50 Cent feat. Eminem & Adam Levine)                                    | 2012  | 27                 | 2                  | 52                 | 51                 | 28                 | 14                 | 6                  | 36                 | - BPI : Argent                           | Street King Immortal                        |
| C'mon Let Me Ride (Skylar Grey feat. Eminem)                                    | 2012  | —                  | —                  | —                  | —                  | —                  | 82                 | 52                 | —                  |                                          | Don't Look Down                             |
| Best Friend (Yelawolf feat. Eminem)                                             | 2015  | —                  | —                  | —                  | —                  | —                  | —                  | —                  | —                  |                                          | Love Story                                  |
| Revenge (Pink feat. Eminem)                                                     | 2017  | —                  | —                  | —                  | —                  | —                  | —                  | —                  | —                  | - ARIA : Gold - BPI : Silver - MC : Gold | Beautiful Trauma                            |
| Caterpillar (Royce da 5'9" featuring Eminem & King Green)                       | 2018  | —                  | —                  | —                  | —                  | —                  | —                  | —                  | —                  |                                          | Book of Ryan                                |
| Homicide (Logic featuring Eminem)                                               | 2019  | —                  | —                  | —                  | —                  | —                  | —                  | —                  | —                  | - RIAA: 2× Platinum - BPI: Silver        | Confessions of a Dangerous Mind             |
| Last One Standing (Skylar Grey featuring Polo G, Mozzy & Eminem)                | 2021  | —                  | —                  | —                  | —                  | —                  | —                  | —                  | —                  |                                          | Venom: Let There Be Carnage                 |
| Murdergram Deux (LL Cool J featuring & Eminem)                                  | 2024  | —                  | —                  | —                  | —                  | —                  | —                  | —                  | —                  |                                          | The FORCE                                   |
| « — » indique que la chanson ne s'est pas classée dans le hit-parade de ce pays |       |                    |                    |                    |                    |                    |                    |                    |                    |                                          |                                             |

### Autres chansons classées ou certifiées
| Titre                                                           | Année | Meilleure position | Meilleure position | Meilleure position | Meilleure position | Meilleure position | Meilleure position | Meilleure position | Meilleure position | Certification                                                                    | Album                      |
| Titre                                                           | Année | É-U                | R&B                | Rap                | FRA                | AUS                | CAN                | R-U                | SUI                | Certification                                                                    | Album                      |
| --------------------------------------------------------------- | ----- | ------------------ | ------------------ | ------------------ | ------------------ | ------------------ | ------------------ | ------------------ | ------------------ | -------------------------------------------------------------------------------- | -------------------------- |
| What's The Difference (Dr. Dre avec Eminem & Xzibit)            | 1999  | —                  | 76                 | —                  | —                  | —                  | —                  | —                  | —                  |                                                                                  | 2001                       |
| Kill You                                                        | 2000  | —                  | 102                | —                  | —                  | —                  | —                  | —                  | —                  | - RIAA : Or                                                                      | The Marshall Mathers LP    |
| Bitch Please II (avec Dr. Dre, Snoop Dogg, Xzibit et Nate Dogg) | 2000  | —                  | 61                 | —                  | —                  | —                  | —                  | —                  | —                  |                                                                                  | The Marshall Mathers LP    |
| Drug Ballad (avec Dina Rae)                                     | 2000  | —                  | 71                 | —                  | —                  | —                  | —                  | —                  | —                  |                                                                                  | The Marshall Mathers LP    |
| I'm Back                                                        | 2000  | —                  | —                  | —                  | 49                 | —                  | —                  | —                  | —                  |                                                                                  | The Marshall Mathers LP    |
| My Dad's Gone Crazy (avec Hailie Jade Mathers)                  | 2002  | —                  | 64                 | —                  | —                  | —                  | —                  | —                  | —                  | - RIAA : Or                                                                      | The Eminem Show            |
| Hailie's Song                                                   | 2002  | 113                | 110                | —                  | —                  | —                  | —                  | 112                | —                  | - RIAA : Or                                                                      | The Eminem Show            |
| Say What You Say (avec Dr. Dre)                                 | 2002  | —                  | 110                | —                  | —                  | —                  | —                  | —                  | —                  |                                                                                  | The Eminem Show            |
| 'Till I Collapse (avec Nate Dogg)                               | 2002  | 75                 | —                  | —                  | —                  | —                  | —                  | 73                 | —                  | - BPI : Platine - BVMI : Or - FIMI : Or - IFPI DK : Platine - RIAA : 5 × Platine | The Eminem Show            |
| My Name (Xzibit avec Eminem et Nate Dogg)                       | 2002  | —                  | 66                 | —                  | —                  | —                  | —                  | —                  | —                  |                                                                                  | Man vs. Machine            |
| Hellbound (avec J-Black et Masta Ace)                           | 2002  | —                  | —                  | —                  | 53                 | —                  | —                  | 183                | 85                 |                                                                                  | Game Over                  |
| 8 Mile                                                          | 2003  | 102                | 54                 | —                  | —                  | —                  | —                  | —                  | —                  | - RIAA : Or                                                                      | 8 Mile Soundtrack          |
| Patiently Waiting (50 Cent avec Eminem)                         | 2003  | —                  | 56                 | —                  | —                  | —                  | —                  | —                  | —                  |                                                                                  | Get Rich or Die Tryin'     |
| Hail Mary (avec 50 Cent et Busta Rhymes)                        | 2003  | 111                | 33                 | 18                 | —                  | —                  | —                  | —                  | —                  |                                                                                  | Hors-album                 |
| Mosh                                                            | 2004  | —                  | 112                | —                  | —                  | —                  | —                  | —                  | —                  |                                                                                  | Encore                     |
| The Re-Up (avec 50 Cent)                                        | 2006  | 119                | —                  | —                  | —                  | —                  | —                  | —                  | —                  |                                                                                  | Eminem Presents: The Re-Up |
| No Apologies                                                    | 2006  | 121                | —                  | —                  | —                  | —                  | —                  | —                  | —                  |                                                                                  | Eminem Presents: The Re-Up |
| Touchdown (T.I. avec Eminem)                                    | 2007  | 109                | —                  | —                  | —                  | —                  | —                  | —                  | —                  |                                                                                  | T.I. vs. T.I.P.            |
| Peep Show (50 Cent avec Eminem)                                 | 2007  | 116                | —                  | —                  | —                  | —                  | —                  | —                  | —                  |                                                                                  | Curtis                     |
| Insane                                                          | 2009  | 85                 | —                  | —                  | —                  | —                  | —                  | 182                | —                  |                                                                                  | Relapse et Refill          |
| Dr. West (skit)                                                 | 2009  | 105                | —                  | —                  | —                  | —                  | —                  | —                  | —                  |                                                                                  | Relapse et Refill          |
| My Mom                                                          | 2009  | —                  | —                  | —                  | —                  | —                  | —                  | 166                | —                  |                                                                                  | Relapse et Refill          |
| Bagpipes from Baghdad                                           | 2009  | —                  | —                  | —                  | —                  | —                  | —                  | 187                | —                  |                                                                                  | Relapse et Refill          |
| Music Box                                                       | 2009  | 82                 | —                  | —                  | —                  | —                  | 63                 | —                  | —                  |                                                                                  | Relapse et Refill          |
| Drop the Bomb on 'Em                                            | 2009  | 103                | —                  | —                  | —                  | —                  | 83                 | —                  | —                  |                                                                                  | Relapse et Refill          |
| Buffalo Bill                                                    | 2009  | 117                | —                  | —                  | —                  | —                  | —                  | —                  | —                  |                                                                                  | Relapse et Refill          |
| Taking My Ball                                                  | 2009  | 123                | —                  | —                  | —                  | —                  | —                  | —                  | —                  |                                                                                  | Relapse et Refill          |
| Careful What You Wish For                                       | 2009  | 125                | —                  | —                  | —                  | —                  | —                  | —                  | —                  |                                                                                  | Relapse et Refill          |
| The Warning                                                     | 2009  | —                  | 103                | 23                 | —                  | —                  | —                  | —                  | —                  |                                                                                  | Hors-album                 |
| Won't Back Down (avec Pink)                                     | 2010  | 62                 | —                  | —                  | —                  | 67                 | 65                 | 82                 | —                  | - RIAA : Platine                                                                 | Recovery                   |
| Cold Wind Blows                                                 | 2010  | 71                 | —                  | —                  | —                  | —                  | —                  | —                  | —                  | - RIAA : Or                                                                      | Recovery                   |
| Talkin' 2 Myself                                                | 2010  | 88                 | —                  | —                  | —                  | —                  | 97                 | 148                | —                  | - RIAA : Or                                                                      | Recovery                   |
| 25 to Life                                                      | 2010  | 92                 | —                  | —                  | —                  | —                  | 90                 | —                  | —                  | - RIAA : Or                                                                      | Recovery                   |
| Cinderella Man                                                  | 2010  | 112                | —                  | —                  | —                  | —                  | —                  | —                  | —                  | - RIAA : Platine                                                                 | Recovery                   |
| Roman's Revenge (Nicki Minaj avec Eminem)                       | 2010  | 56                 | —                  | —                  | —                  | —                  | —                  | 125                | —                  |                                                                                  | Pink Friday                |
| Love the Way You Lie (Part II) (Rihanna avec Eminem)            | 2010  | —                  | —                  | —                  | —                  | —                  | 19                 | 160                | —                  |                                                                                  | Loud                       |
| Numb (Rihanna avec Eminem)                                      | 2012  | —                  | 42                 | —                  | —                  | —                  | 99                 | 92                 | —                  |                                                                                  | Unapologetic               |
| Beautiful Pain (avec Sia)                                       | 2013  | 99                 | 30                 | 22                 | 114                | 91                 | 55                 | 67                 | —                  |                                                                                  | The Marshall Mathers LP 2  |
| Legacy                                                          | 2013  | 118                | 44                 | —                  | 163                | —                  | —                  | —                  | —                  |                                                                                  | The Marshall Mathers LP 2  |
| Bad Guy                                                         | 2013  | 109                | 38                 | —                  | —                  | —                  | —                  | —                  | —                  |                                                                                  | The Marshall Mathers LP 2  |
| Rhyme or Reason                                                 | 2013  | 113                | 41                 | —                  | —                  | —                  | —                  | —                  | —                  |                                                                                  | The Marshall Mathers LP 2  |
| So Much Better                                                  | 2013  | —                  | 56                 | —                  | —                  | —                  | —                  | —                  | —                  |                                                                                  | The Marshall Mathers LP 2  |
| Asshole (avec Skylar Grey)                                      | 2013  | —                  | 52                 | —                  | —                  | —                  | —                  | —                  | —                  |                                                                                  | The Marshall Mathers LP 2  |
| Brainless                                                       | 2013  | —                  | 60                 | —                  | —                  | —                  | —                  | —                  | —                  |                                                                                  | The Marshall Mathers LP 2  |
| Stronger Than I Was                                             | 2013  | —                  | 54                 | —                  | —                  | —                  | —                  | —                  | —                  |                                                                                  | The Marshall Mathers LP 2  |
| So Far...                                                       | 2013  | —                  | 53                 | —                  | —                  | —                  | —                  | —                  | —                  |                                                                                  | The Marshall Mathers LP 2  |
| Love Game (avec Kendrick Lamar)                                 | 2013  | —                  | 31                 | 23                 | 152                | —                  | 91                 | 94                 | —                  |                                                                                  | The Marshall Mathers LP 2  |
| Desperation (avec Jamie N Commons)                              | 2013  | —                  | 58                 | —                  | —                  | —                  | —                  | —                  | —                  |                                                                                  | The Marshall Mathers LP 2  |
| Wicked Ways                                                     | 2013  | —                  | 51                 | —                  | —                  | —                  | —                  | —                  | —                  |                                                                                  | The Marshall Mathers LP 2  |
| The Ringer                                                      | 2018  | —                  | —                  | —                  | —                  | —                  | —                  | —                  | —                  | - BPI : Argent                                                                   | Kamikaze                   |

## DVD
| Up in Smoke Tour                                                           | - Sortie : 5 décembre 2000 - Label : RED Distribution Eagle Rock Entertainment                  | 1  | 1 | —   |
| E                                                                          | - Sortie : 12 décembre 2000 - Label : Aftermath Entertainment Interscope Records PolyGram Music | 5  | — | 63  |
| All Access Europe                                                          | - Sortie : 18 juin 2002 - Label : Interscope Records                                            | 1  | 1 | 93  |
| Eminem Presents: The Anger Management Tour                                 | - Sortie : 18 juin 2002 - Label : Interscope Records                                            | 2  | 5 | 20  |
| Live From New York City 2005                                               | - Sortie : 3 décembre 2005 - Label : Eagle Rock Entertainment                                   | 13 | — | 240 |
| « — » indique que le DVD ne s'est pas classé dans le hit-parade de ce pays |                                                                                                 |    |   |     |